# Злата Марков Барањи
Злата Марков Барањи (Бегеј Свети Ђурађ, 17. март 1908 — Нови Сад, 15. март 1986), била је српска и југословенска вајарка.

## Биографија
Основну и средњу школу завршила је у Великом Бечкереку, да би школовање наставила у Темишвару и Бечу, где је учила сликарство, музику и језике. У Паризу у познаје свог будућег супруга Карла (Кароља) Барањија. У породичном атељеу у Будимпешти Злату вајарству подучавају Ференц Међеши и Бела Фаркаш Панкотаи. Пар се 1931. године сели у Нови Сад, где купују виноград на периферији како би сазидали кућу и атеље. У периоду 1935—1940. године, брачни пар Барањи се бавио керамиком и керамопластиком. Априла 1940. године, током великих поплава у Војводини, Дунав се излио из свог корита и уништио њихову кућу са атељеом на Телепу. Тада су страдале многе скулптуре, одливци и алат из њиховог атељеа. Током рата су успели да обнове кућу, међутим, поново је страдала, овога пута од савезничког бомбардовања Новог Сада 6. септембра 1944. године.
На иницијативу Злате Марков-Барањи, основана је школа за аранжирање излога, рекламну и примењену уметност. Током 1948. године покренула је Одсек уметничке керамике на новосадској Школи за примењену уметност, на којој је предавала од 1953. до 1961. године. Једна је од оснивача Удружења уметника примењене уметности Србије и Војводине. Заједно са супругом награђена је Октобарском наградом Новог Сада 1969. године.
Године 1984, вајарка је поклонила збирку од 41 дела свог супруга и 14 сопствених дела Темерину, где је формиран Легат брачног пара Барањи.
Преминула је у Новом Саду 15. марта 1986. године.

## Радови
Брачни пар Барањи учествовао је 1936. године на југословенском конкурсу који је био расписан за уметничку декорацију тада нове зграде Народне скупштине. Од преко три стотине пристиглих радова, освојили су другу и трећу награду за статуе цара Душана и краља Томислава, као и за персонификацију Индустрије. Млада вајарка учествовала је и на конкурсу расписаном за идејно решење споменика краљу Петру I у Новом Саду, где је њен рад био међу четири откупа. Најмонументалнији пример скулптуре Злате Марков Барањи у јавном простору је скулптура Икара на Згради команде ваздухопловства у Земуну из 1938. године.
Поводом обележавања 20-годишњице уласка српске војске у Нови Сад, на Београдској капији у Подграђу Петроварадинске тврђаве постављена је бронзана спомен-плоча са приказом ослобођења 9. новембра 1918. године и пригодним текстом, рад Злате Марков-Барањи. Усташе су је у пролеће 1941. године уништили, да би 2013. године њена реплика била постављена на исто место.
Заједно са супругом, Злата Марков Барањи је 1938-1940. године урадила медаљоне на фасади новоподигнуте палате Дунавске бановине са ликовима четири српске војводе из Првог светског рата (Живојин Мишић, Петар Бојовић, Радомир Путник и Степа Степановић) и краљева Петра и Александра. Они су 1945. године уклоњени, да би 2007. године били враћени на фасаду. Године 1938, Злата самостално израђује рељефе „Орач” и „Жетеоци” на фасади зграде тадашње Пољопривредне огледне и контролне станице у Новом Саду. У родном Житишту, вајарка је изнад улаза у Цркву Светог Ђорђа урадила рељеф који приказује свеца како убија аждају. На Палићу се од 1981. године налази скулптура „Јесење сунце” (израђена 1968), готово идентична оној која се чува у Народном музеју Зрењанин.

## Легат у Народном музеју Зрењанин
Вајарка је пред крај живота, 1982. године, поклонила 30 својих дела и 10 дела свог супруга граду Зрењанину, а 1983. године предати су на чување Народном музеју Зрењанин. Свакако најпознатија скулптура збирке јесте скулптура „Сирочићи”, група од пет фигура дечака од теракоте.

## Галерија
- Спомен-плоча на Београдској капији посвећена уласку српске војске у Нови Сад 1918. године
- Икар на фасади Зграде команде ваздухопловства у Земуну
- Рељефи на фасади Института за ратарство и повртарство у Новом Саду
- Главни улаз у зграду Покрајинске владе у Новом Саду, изнад које се налази 6 рељефа
- Сирочићи, Народни музеј Зрењанин
- Јесење сунце, Народни музеј Зрењанин
- Јесење сунце, Палић
- Свети Ђорђе убија аждају, Црква Светог Ђорђа, Житиште